# Quintana del Pidio (kommunhuvudort)
Quintana del Pidio är en kommunhuvudort i Spanien.   Den ligger i provinsen Provincia de Burgos och regionen Kastilien och Leon, i den centrala delen av landet, 150 km norr om huvudstaden Madrid. Quintana del Pidio ligger 845 meter över havet och antalet invånare är 181.
Terrängen runt Quintana del Pidio är platt, och sluttar söderut. Runt Quintana del Pidio är det ganska tätbefolkat, med 104 invånare per kvadratkilometer. Närmaste större samhälle är Aranda de Duero, 11,1 km sydost om Quintana del Pidio. Trakten runt Quintana del Pidio består till största delen av jordbruksmark.